# Carea calva
Carea calva är en fjärilsart som beskrevs av W. Warren 1916. Carea calva ingår i släktet Carea och familjen trågspinnare. Inga underarter finns listade i Catalogue of Life.